# Каплиця Матері Божої (Чортків)
Каплиця Матері Божої в Чорткові — культова споруда в місті Чорткові Чортківської громади Чортківського району Тернопільської области України. Розташована на території церкви Святої Покрови.

## Відомості
Споруджена з дерева в 1905 році. У 1911 році перероблена на кам'яну.
У ніч з 6-го на 7-ме липня 1944 р. зруйнована фашистською бомбою, але, статуя Матері Божої вціліла. За переказами старожилів, саме в той час біля святині таємно від командира та замполіта молився радянський солдат.
Після Другої світової війни парафіяни її відбудували з дерева, а в 1981 р. — з каменю. З нагоди 2000-ліття Різдва Христового каплицю оновили. Тоді ж було встановлено Хрест, по якому тече Свята вода.
Щороку біля каплички освячують воду на Водохреща та Зелені свята.